# Pedro Tiago d'Orléans-Bragance
Pour les articles homonymes, voir Pierre d'Orléans-Bragance (homonymie).
Titre
Héritier du trône du Brésil
(branche de Pétropolis)
Depuis le 27 décembre 2007
(17 ans, 5 mois et 20 jours)
Pedro Tiago d'Orléans-Bragance (en portugais : Pedro Tiago de Orleans e Bragança), est né le 12 janvier 1979 à Petropolis, au Brésil. C’est un membre de la branche de Petropolis de la maison d'Orléans-Bragance.

## Famille
Pedro Tiago d'Orléans-Bragance est le fils unique de Pedro Carlos d'Orléans-Bragance (né en 1945), prince d’Orléans-Bragance, et de sa première épouse, la journaliste brésilienne Rony Kuhn de Souza (1938-1979), décédée deux jours après lui avoir donné naissance.
Pedro Tiago a un demi-frère, Filipe d'Orléans-Bragance (né en 1982), né de la seconde épouse de son père, Patricia Alexandra Brascombe (1962-2009).

## Biographie
Orphelin de mère deux jours après sa naissance, le prince Pedro Tiago est élevé par son père et la seconde épouse de celui-ci au palais de Grao Para.
À l’âge de 13 ans, le 26 mai 1992, le prince est enlevé devant les yeux de sa belle-mère alors qu’il est sur la route du collège et ses ravisseurs demandent à sa famille une rançon de 5 millions de dollars. Heureusement, il est libéré le 2 juin suivant, après un raid policier sur la résidence où il était retenu prisonnier.
En 2001, la presse brésilienne fait savoir que le prince Pedro Tiago fait des démarches pour intégrer la police, tout en poursuivant des études d'architecture. 
En 2004, le prince abandonne ses études d'architecture pour emménager dans la ville de Jacarepaguá avec sa compagne, Patrícia Lima. Il se consacre dès lors entièrement au cyclisme de descente, sport qu'il pratique à niveau professionnel. Cependant, le prince envisage également d'entamer une carrière politique et de se présenter comme député. En 2020, il se présente aux élections municipales de Petrópolis (pt) comme vice-maire de la ville et investi par le Parti rénovateur travailliste brésilien, un parti d'extrême-droite, mais sans succès électoral.

## Titulature et décorations

### Titulature
Les titres portés par les membres de la maison d'Orléans-Bragance n'ont aucune existence juridique au Brésil et sont accordés par le prétendant au trône :
- 12 janvier 1979 - 27 décembre 2007 : Son Altesse Royale le prince Pedro Tiago d'Orléans-Bragance, prince du Brésil ;
- depuis le 27 décembre 2007 : Son Altesse Impériale et Royale le prince du Grão-Pará, prince du Brésil.

### Décorations dynastiques
- Grand-croix de l'ordre de Pierre Ier (maison d'Orléans et Bragance)[5]
- Grand-croix de l'ordre de la Rose (maison d'Orléans et Bragance)[5]

De 2019 au 9 octobre 2021, son père, le prince Pedro Carlos d'Orléans-Bragance, lui a temporairement transféré la grand-maîtrise des ordres du Christ, de Saint-Jacques de l'Épée et de Saint-Benoît d'Aviz, tant que son troisième mariage (avec Patrícia Alvim Rodrigues) n'était pas encore célébré religieusement. Il n’a même pas le soutien de sa propre famille.